# Johann Ignaz Dominik Putz von Adlersthurn

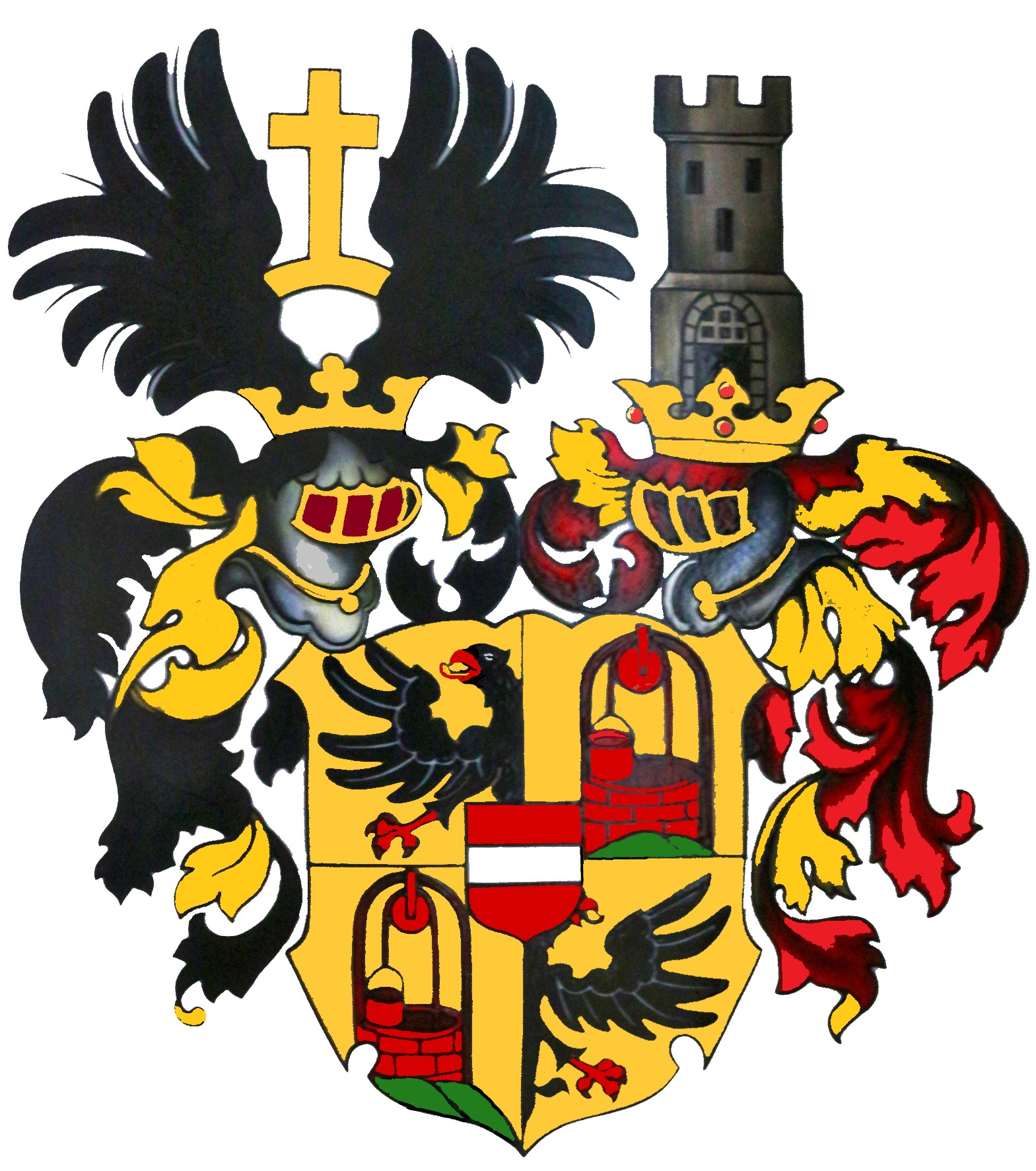
Wappen der Putz von Adlersthurn

Johann Ignaz Dominik Freiherr Putz von Adlersthurn (tschechisch Jan Ignác Dominik Putz z Adlersthurnu) († 28. Januar 1718 in Prag) war ein böhmischer Beamter. Er war Hofkammerrat, Assessor des Kammer- und Feudalgerichts sowie oberster Münzamtsverwalter, der in den Freiherrenstand erhoben wurde. 

## Geschichte
Er stammte aus dem böhmischen briefadeligen Geschlecht Putz von Adlersthurn. Seine Eltern waren der kaiserliche Hofkammerrat, Rentmeister und Oberregent von Schlesien Johann Putz von Adlersthurn (* 24. Mai 1595 in Kolin; † 26. Juni 1660 in Wien) und dessen Ehefrau Juliane Barbara geb. Rinkart von Miltenau. Möglicherweise wurde er in Prag geboren und stand nach dem Tod seines Vaters zunächst unter der Vormundschaft seiner Mutter und seines älteren Bruders, des kaiserlichen Hofkammerrates und Bergverwalters Johann Franz Edmund Putz von Adlersthurn. Wie sein Vater und älterer Bruder diente er als Beamter im Staatsdienst. Nachdem sein Bruder 1674 ohne Erben gestorben war, fiel Johann Ignaz Dominik Putz von Adlersthurn das gesamte Erbe zu. Am 31. Juli 1681 erhielt er die Rechte und Privilegien der Stadt Niemes bestätigt. 
Johann Ignaz Dominik Putz von Adlersthurn bekleidete die Ämter des Assessors des Kammer- und Feudalgerichts, wurde kaiserlicher Hofkammerrat und 1705 oberster Münzamtsverwalter. Am 11. Mai 1686 wurde ihm vom Kaiser der Freiherrenstand verliehen. Seine seit 1676 bestehende Ehe mit Theresia geb. Freißleben von Buschhofen († 1707) blieb kinderlos. Daher setzte er in seinem Testament vom 16. April 1708 die drei Töchter seines verstorbenen Vetters, des kaiserlichen Hofkammerrats Johann Markus Putz von Adlersthurn, als Erben ein. Johann Ignaz Dominik Putz von Adlersthurn wurde im Veitsdom auf der Prager Burg neben seiner vor ihm verstorbenen Frau beigesetzt. Der Grabstein seines Vaters und älteren Bruders befindet sich unter der Kanzel in der Dominikanerkirche in Wien, den er laut Inschrift selbst stiftete.